# Clerota vietnamica
Clerota vietnamica är en skalbaggsart som beskrevs av Miksic 1977. Clerota vietnamica ingår i släktet Clerota och familjen Cetoniidae. Inga underarter finns listade i Catalogue of Life.